# Carcinoma in situ
El carcinoma in situ es el carcinoma que no ha roto la capa basal y, por ello, no se ha extendido. El concepto tiene un interés especial ya que se considera que los cánceres in situ son susceptibles de ser curados con una simple extirpación tumoral.

## Cáncer "in situ"
Enfermedad crónico degenerativa, caracterizada por un crecimiento descontrolado de células derivadas de tejidos hormonales que forman un tumor y que no presenta la propagación de células malignas desde el sitio de origen hasta sitios diferentes. 
- El contenido de este artículo incorpora material de una entrada de la Enciclopedia Libre Universal, publicada en español bajo la licencia Creative Commons Compartir-Igual 3.0.

- Datos: Q1035645
- Multimedia: Carcinomas in situ / Q1035645